# Dissaporus mythicus
Dissaporus mythicus là một loài bọ cánh cứng trong họ Cerambycidae.